# Крылов (лунный кратер)
Кратер Крылов (лат. Krylov) — крупный ударный кратер в северном полушарии обратной стороны Луны. Название присвоено в честь русского и советского кораблестроителя, механика и математика Алексея Николаевича Крылова (1863—1945) и утверждено Международным астрономическим союзом в 1970 г.

## Описание кратера
Ближайшими соседями кратера Крылов являются кратер Парсонс на западе-северо-западе; кратер Шнеллер на севере-северо-востоке; кратер Эвершедт на востоке; кратер Кокрофт на юго-востоке и кратер Фицджеральд на юге-юго-западе. Селенографические координаты центра кратера 35°16′ с. ш. 166°07′ з. д. / 35,26° с. ш. 166,11° з. д., диаметр 49,8 км, глубина 2,3 км.
Кратер Крылов имеет полигональную форму и значительно разрушен за длительное время своего существования. Вал сглажен, в северо-восточной части практически полностью разрушен, в восточной части перекрыт приметным чашеобразным кратером, ширина внутреннего склона значительно выше в западной части по сравнению с восточной. Высота вала над окружающей местностью достигает 1120 м, объем кратера составляет приблизительно 1900 км³. Дно чаши ровное в северо-восточной части, южная часть чаши перекрыта породами выброшенными при образовании соседних структур, отмечена множеством маленьких кратеров. В западной части расположен небольшой хребет.

## Сателлитные кратеры
| Крылов | Координаты                                              | Диаметр, км |
| ------ | ------------------------------------------------------- | ----------- |
| A      | 38°32′ с. ш. 165°13′ з. д. / 38,54° с. ш. 165,21° з. д. | 66,5        |
| B      | 36°56′ с. ш. 163°58′ з. д. / 36,93° с. ш. 163,96° з. д. | 38,4        |

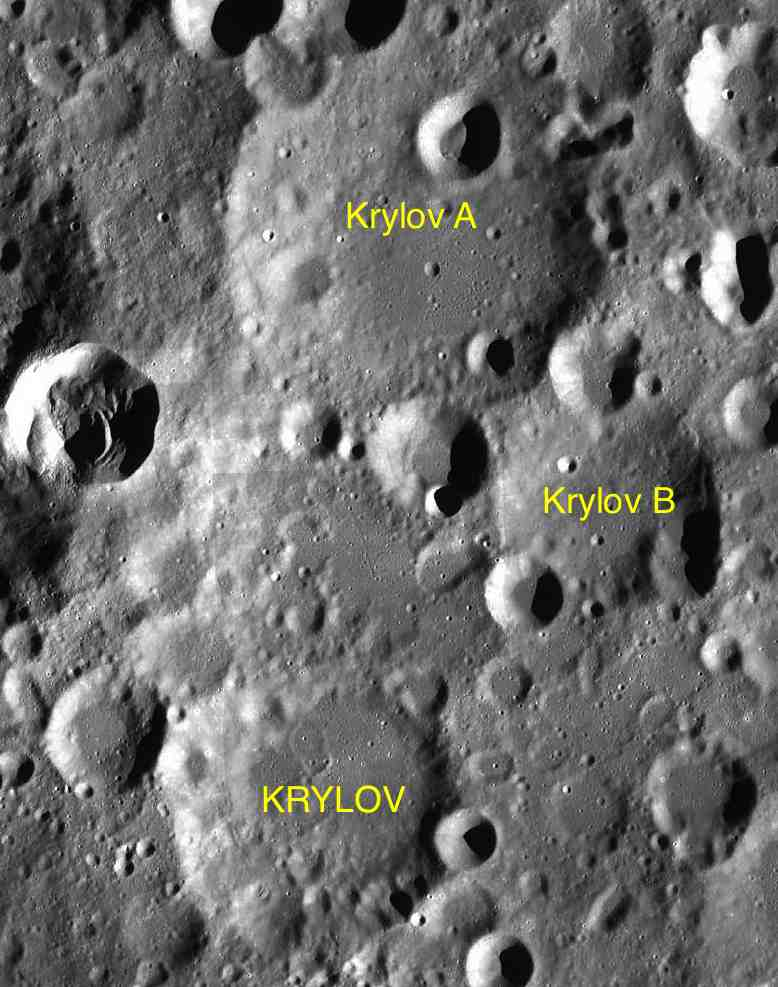
Фрагмент карты LAC-33.

- Образование сателлитного кратера Крылов A относится к донектарскому периоду[3].

## См.также
- Список кратеров на Луне
- Лунный кратер
- Морфологический каталог кратеров Луны
- Планетная номенклатура
- Селенография
- Минералогия Луны
- Геология Луны
- Поздняя тяжёлая бомбардировка